# Julien Bouissoux
Julien Bouissoux, né en 1975 à Clermont-Ferrand, est un scénariste et écrivain français, installé en Suisse.

## Biographie
Julien Bouissoux a vécu dans plusieurs villes françaises (Clermont-Ferrand, Rennes, Paris) et étrangères (Seattle, Toronto, Budapest), et vit aujourd'hui en Suisse, à Berne,. Il a suivi des études d'économie et de sciences politiques à Université Paris-Dauphine, où il rencontre Olivier Adam et Karine Reysset ; tous trois seront écrivains, et publiés aux éditions de l'Olivier.

### L'écrivain
Son premier ouvrage Fruit rouge, est publié en 2002 aux éditions du Rouergue ; lors de sa publication, Le Matricule des anges écrit : « Dans un texte à l'écriture retenue, Julien Bouissoux, 26 ans, scrute avec acuité l'éveil et le réveil des sentiments ».
Son quatrième ouvrage, Une odyssée paraît en 2006, et pour la critique du magazine Télérama : « Après La Chute du sac en plastique et Juste avant la frontière, Julien Bouissoux poursuit – entre burlesque et poésie – son exploration de ce sentiment flou, de distance, de spleen qu’engendrent nos sociétés au confort bien rangé. Son personnage flirte avec la vie, esquisse quelques pas de danse légère, sans jamais rien serrer, ni étreindre, ni embrasser. » Pour Le Matricule des anges, « Il y a quelque chose de la poésie d'un Prévert dans cet univers suspendu entre enfance et âge adulte, perdu dans le blanc de la page autant que dans celui d'une neige, qui, au final, recouvre tout ».
Voyager léger est publié en 2008, et pour la critique du magazine Télérama : « Julien Bouissoux écrit comme il vit, ne s'encombre pas de grandes phrases, séduit par sa grâce désinvolte et son sourire au fond des yeux. Cette façon bien à lui de danser au bord du précipice », tandis que  Le Matricule des anges lui consacre un long article, dont la conclusion mentionne : « Bouissoux nous donne un livre de la renaissance. (...) C'est un livre de la lenteur aussi, sans pathos aucun, désamorcé qu'il est par une dérision douce, probablement le charme premier de ce jeune écrivain. Et c'est peut-être, enfin, un livre qui, derrière l'ironie et la légèreté (un certain fantasque, aussi) est plus sérieux que ce que l'auteur voudrait bien laisser accroire ».
En 2014, il est lauréat du Prix FEMS, attribué par la Fondation Edouard et Maurice Sandoz, et en 2017, lauréat de la Bourse littéraire de la fondation Pro Helvetia.
Son recueil de nouvelles Une autre vie parfaite est lauréat du Prix Boccace 2015.
Début 2018 paraît Janvier,, « une fable absurde », ouvrage écrit d'après une de ses nouvelles parues dans son recueil Une autre vie parfaite publié en 2014, nouvelle qu'il a pu développer en roman, grâce à sa « bourse d'écriture décernée par la Fondation Sandoz ». « À la suite d’une restructuration, Janvier, employé de bureau archétypal, est oublié dans une annexe. À travers ce personnage, par petites touches, avec humanité et subtilité, Julien Bouissoux interroge la banalité du quotidien, notre rapport au travail, l’indifférence de l’entreprise, ainsi que notre part de libre arbitre », selon le magazine En attendant Nadeau. Le roman, autour du monde du travail, est également chroniqué dans le magazine L'Usine nouvelle, consacré à la production industrielle, qui écrit : « Janvier est le roman d’un homme qui apprend à se suffire. L’écriture de Julien Bouissoux reflète cette vie simple, libérée de toutes contraintes. Derrière la fable légèrement absurde se tient en embuscade une réflexion intéressante sur ce que signifie « avoir un emploi » ou « être utile » ». Le roman est sélectionné en 2018 pour le Grand Prix RTL-Lire, et pour le Prix Françoise-Sagan.

### Le scénariste
Depuis 2013, il est également scénariste pour le cinéma, en Suisse. Il déclare en 2014 : « Le problème n'est pas tellement la rétribution, mais le fait qu’il s’agit souvent d'un travail irrégulier, comme c'est le cas pour tous les artistes indépendants. (...) Comme scénariste, j'ai au moins reçu un salaire. Un cadeau du ciel pour ceux qui, comme moi, sont habitués à la vie d'écrivain qui, plus qu’un métier, est une vocation, à l’instar de gardien de phare ou moine ».
Il est coscénariste du réalisateur suisse Lionel Baier, et il indique : « J'ai eu de la chance d'être contacté par Lionel Baier, à qui l'humour de mes livres a plu. Et nous nous sommes compris dès le départ. Mais ce n’est pas le cas de tout le monde ». Il coscénarise plusieurs de ses films, dont Les Grandes Ondes (à l'ouest) en 2013, et La Vanité en 2015. Pour ces deux films, il est nommé pour le Meilleur scénario au Prix du cinéma suisse, en 2014 et 2016, et pour La Vanité, il est également nommé pour le Trophée Francophone du Scénario aux Trophées francophones du cinéma 2016.
Il coscénarise en 2023  L'Amour du monde, premier film suisse réalisé par Jenna Hasse, d'après le roman du même nom de Charles Ferdinand Ramuz.

## Prix et distinctions
- 2014 :  Nomination au Meilleur scénario du Prix du cinéma suisse[21] pour Les Grandes Ondes (à l'ouest), réalisé et coécrit par Lionel Baier
- 2014 :  Prix FEMS[5] (Fondation Edouard et Maurice Sandoz)
- 2015 : Prix Boccace[11] pour Une autre vie parfaite
- 2016 :  Nomination au Meilleur scénario du Prix du cinéma suisse[22] pour La Vanité, réalisé et coécrit par Lionel Baier
- 2016 :  Nomination Trophée Francophone du Scénario[23] aux Trophées francophones du cinéma 2016 pour La Vanité, réalisé et coécrit par Lionel Baier
- 2016 :  Sélection Prix du roman des Romands[24] pour Une Vie parfaite
- 2017 :  Lauréat de la Bourse littéraire de la fondation Pro Helvetia[4]
- 2018 : Sélection Grand Prix RTL-Lire[18] pour Janvier
- 2018 : Sélection Prix Françoise-Sagan[19] pour Janvier

## Œuvre
- Fruit rouge[25], éditions du Rouergue, 2002 ; Pocket, 2003 - roman
- La Chute du sac en plastique, éditions du Rouergue, 2003 ; Pocket, 2004   - roman
- Juste avant la frontière[26], éditions de l'Olivier, 2004 ; Pocket, 2005 - roman
- Une odyssée[8],[27], éd. de l'Olivier, 2006 - roman
- Voyager léger[28],[29], éd. de l'Olivier, 2008 - roman
- Une autre vie parfaite[30], L'Âge d'homme, 2014 - recueil de nouvelles
- Janvier[14],[16],[13],[15],[12], éd. de l'Olivier, 2018 - roman

## Scénariste
Sauf indication contraire, les informations mentionnées dans cette section peuvent être confirmées par la base de données cinématographiques IMDb,  présente dans la section « Liens externes ».
- 2013 : Les Grandes Ondes (à l'ouest), film suisse réalisé et coécrit par Lionel Baier
- 2015 : La Vanité, film suisse réalisé et coécrit par Lionel Baier
- 2015 : Bonne poire, court métrage suisse réalisé par Jasmin Gordon[31] (court-métrage)
- 2018 : Prénom: Mathieu, film suisse réalisé et coécrit par Lionel Baier ; épisode 3 de la mini-série Ondes de choc
- 2018 : Framework, court-métrage suisse réalisé par Jasmin Gordon
- 2019 : (collaboration) Les Particules, film franco-suisse réalisé par Blaise Harrison
- 2022 : (collaboration) La Dérive des continents (au sud), film suisse réalisé et coécrit par Lionel Baier
- 2023 : L'Amour du monde, premier film suisse réalisé par Jenna Hasse, d'après le roman du même nom de Charles Ferdinand Ramuz